# Krim-Tataars
Het Krim-Tataars (къырымтатар тили, qırımtatar tili) is een Turkse taal, die wordt gesproken door de Krim-Tataren op de Krim en in de diaspora in Centraal-Azië. De taal mag niet worden verward met het Tataars, dat weliswaar verwant is aan het Krim-Tataars, maar deel uitmaakt van een andere tak van de Kiptsjaakse talen. De beide talen zijn niet wederzijds verstaanbaar.

## Geschiedenis
Er leven vandaag ongeveer 260.000 Krim-Tataren op de Krim. Daarnaast wonen er zo'n 150.000 Krim-Tataren in Centraal-Azië, waar hun voorouders in 1944 door de Sovjet-Unie naartoe werden gedeporteerd. In 2013 stond het Krim-Tataars op het randje van uitsterven. De taal werd nog op slechts 15 scholen onderwezen. Turkije verleent sindsdien steun om het onderwijs in het Krim-Tataars te helpen moderniseren.
Er leven naar schatting 5 miljoen mensen van Krim-Tataarse komaf in Turkije. Er zijn ook kleinere gemeenschappen in Roemenië (22.000) en Bulgarije (6.000). Ze zijn afstammelingen van Krim-Tataren die in de loop van de 19e eeuw naar het Ottomaanse Rijk zijn geëmigreerd. Een eerste golf kwam op gang tussen 1784 en 1790 na de val van het Kanaat van de Krim. Tijdens de Krimoorlog volgde een tweede golf. In 1783 werd het Krim-Tataars gesproken door 98 procent van de bevolking op de Krim. Tegen 1897 was dat aantal teruggelopen tot 34,1 procent.
In 1917 werd het Krim-Tataars de enige officiële taal van de kortstondige Volksrepubliek van de Krim. Ook in de Krimse ASSR was het Krim-Tataars aanvankelijk een bestuurstaal naast het Russisch. De status van officiële taal werd ingetrokken onder Stalin, die de gehele Krim-Tataarse bevolking in 1944 naar Centraal-Azië liet deporteren. Vanaf de jaren 80 begonnen de Krim-Tataren terug te keren naar hun thuisland.
Na de onafhankelijkheid van Oekraïne kregen het Krim-Tataars en het Russisch speciale rechten op de Krim. Niettemin was het Oekraïens toen de enige officiële taal. Toch zijn er in die periode weer Krim-Tataarse scholen en culturele instellingen geopend. Sinds de annexatie van de Krim door Rusland in 2014 zijn opnieuw veel Krim-Tataren hun vaderland ontvlucht. De taal heeft onder Russisch bewind voor het eerst weer een officiële status, al wordt in de praktijk enkel het Russisch gebruikt als bestuurstaal en worden de Krim-Tataren door de overheid vervolgd.

## Klankleer
|             | labiaal | labiaal | alveolaar | alveolaar | post- alveolaar | post- alveolaar | velaar | velaar | uvulaar | uvulaar |
| ----------- | ------- | ------- | --------- | --------- | --------------- | --------------- | ------ | ------ | ------- | ------- |
| nasaal      |         | m       |           | n         |                 |                 |        | ŋ      |         |         |
| plosief     | p       | b       | t         | d         | t͡ʃ              | d͡ʒ              | k      | ɡ      | q       |         |
| fricatief   | f       | v       | s         | z         | ʃ               |                 | x      | ɣ      |         |         |
| vibrant     |         |         |           | r         |                 |                 |        |        |         |         |
| approximant |         |         |           | l         |                 | j               |        |        |         |         |

|          | voor     | voor   | achter   | achter |
|          | ongerond | gerond | ongerond | gerond |
| -------- | -------- | ------ | -------- | ------ |
| gesloten | i        | y      | ɯ        | u      |
| open     | e        | ø      | ɑ        | o      |

## Schrift

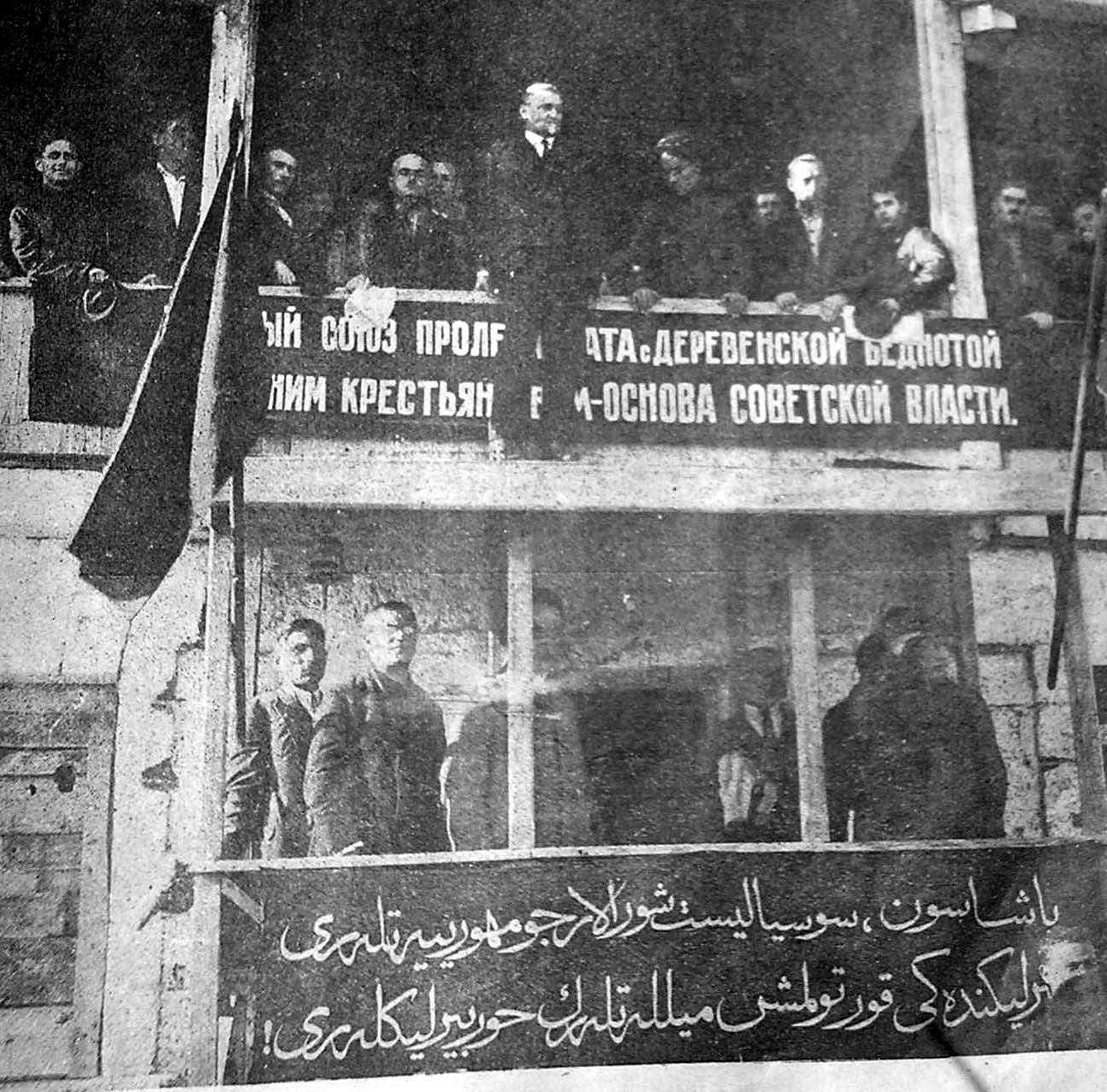
Krim-Tataars in het Arabisch schrift

Oorspronkelijk gebruikten de Krim-Tataren een aangepaste versie van het Arabisch schrift. In 1928 werd overgeschakeld op het Latijnse alfabet. Vanaf 1938 werd het cyrillisch schrift gebruikt. Sinds de onafhankelijkheid van Oekraïne is zowel het Latijns als het cyrillisch alfabet in zwang.
| A a | B b | C c | Ç ç | D d | E e | F f | G g |
| Ğ ğ | H h | I ı | İ i | J j | K k | L l | M m |
| N n | Ñ ñ | O o | Ö ö | P p | Q q | R r | S s |
| Ş ş | T t | U u | Ü ü | V v | Y y | Z z |     |

| А а | Б б   | В в | Г г | Гъ гъ | Д д   | Е е | Ё ё |
| Ж ж | З з   | И и | Й й | К к   | Къ къ | Л л | М м |
| Н н | Нъ нъ | О о | П п | Р р   | С с   | Т т | У у |
| Ф ф | Х х   | Ц ц | Ч ч | Дж дж | Ш ш   | Щ щ | Ъ ъ |
| Ы ы | Ь ь   | Э э | Ю ю | Я я   |       |     |     |

| A a | B ʙ | C c | Ç ç | D d | E e | F f | G g |
| H h | I i | J j | Ь ь | K k | Q q | Ƣ ƣ | L l |
| M m | N n | Ꞑ ꞑ | O o | Ɵ ө | P p | R r | S s |
| Ş ş | T t | U u | У y | V v | X x | Z z | Ƶ ƶ |

| ﺍ | ﺀ | ﺏ | ﭖ | ﺕ | ﺙ | ﺝ | ﭺ |
| ﺡ | ﺥ | ﺩ | ﺫ | ﺭ | ﺯ | ﮊ | ﺱ |
| ﺵ | ﺹ | ﺽ | ﻁ | ﻅ | ﻉ | ﻍ | ﻑ |
| ﻕ | ﻙ | ﮒ | ﯓ | ﻝ | ﻡ | ﻥ | ﻭ |
| ﻩ | ﻻ | ﻯ |   |   |   |   |   |

## Tekstvoorbeeld
De onderstaande tekst is een uittreksel uit de Universele Verklaring van de Rechten van de Mens in het Krim-Tataars.
| Nederlands | Krim-Tataars (1990-heden) | Krim-Tataars (1938-heden) | Krim-Tataars (1928-1938) |
| --- | --- | --- | --- |
| Alle mensen worden vrij en gelijk in waardigheid en rechten geboren. Zij zijn begiftigd met verstand en geweten, en behoren zich jegens elkander in een geest van broederschap te gedragen. | Bütün insanlar serbestlik, menlik ve uquqlarda musaviy olıp dünyağa keleler. Olar aqıl ve vicdan saibidirler ve biri-birilerinen qardaşçasına munasebette bulunmalıdırlar. | Бутюн инсанлар сербестлик, менлик ве укъукъларда мусавий олып дюньягъа келелер. Олар акъыл ве видждан саибидирлер ве бири-бирилеринен къардашчасына мунасебетте булунмалыдырлар. | Bytyn insanlar serʙestlik, menlik ve uquqlarda musavij olьp dynjaƣa keleler. Olar aqьl ve viçdan saiʙidirler ve ʙiri-ʙirilerinen qardaşcasьna munaseʙette ʙulunmalьdьrlar. |

- Gemeinsame Normdatei: 4165752-4
- Nationale Bibliotheek van Israël: 987007533419405171